# 大南敬美
大南 敬美（おおみなみ たかみ、1975年11月15日　- ）は、福井県三方郡三方町（現・三方上中郡若狭町）出身のマラソンランナーである。また2005年8月の世界陸上ヘルシンキ大会10000m代表・2007年4月ロッテルダムマラソン覇者の大南博美は、双子の姉である（区別は、髪が短い方が姉の博美、長い方が妹の敬美である）。
町立三方中学校・福井県立美方高等学校卒業。トヨタ自動車 - 東海銀行・UFJ銀行 - トヨタ車体・ユティックに所属していた。

## 来歴
姉の博美とともに三方中学時代より県下トップ選手となり、美方高校進学後は竹中奈緒らとともに全国高校駅伝に出場するなどの活躍をした。就職にあたっては博美と道が分かれトヨタ自動車に就職したが、その後博美が所属する東海銀行（現・三菱UFJ銀行）に移籍した。陸上選手として長距離トラック種目の実績は、姉の博美が先行していたが、フルマラソン進出後は妹の敬美の方が実績を上げていた。
2002年4月のロッテルダムマラソンでは千葉真子との争いを制し、2時間23分43秒のベストタイムで優勝。当時日本女子歴代7位の好記録であった。翌2003年3月9日の名古屋国際女子マラソンも中盤から独走となり、フルマラソンで連覇を果たす。世界陸上選手権には2回女子マラソンで出場しているが、2001年のエドモントン大会はレース前の故障発生により、2003年のパリ大会はレース中の転倒事故により、共に不本意な成績に終わった。
その後、2005年頃からは故障等に苦しみ、大きな大会への出場は一旦遠ざかっていた。故障の原因の一つに、左右の筋力のバランスが著しく崩れていた事が判明。暫くの間治療とリハビリに専念していたがその効果が現れ、2006年11月23日の名古屋ハーフマラソンでは1時間11分03秒で優勝、復活を果たした。
2年ぶりのフルマラソンとなった2007年3月11日の名古屋国際女子マラソンでは、序盤で転倒のアクシデントに遭いながら、終盤まで優勝を争い3位でゴールするも、2007年の世界陸上大阪大会への代表選出はならなかった。その後は翌2008年の北京オリンピックの女子マラソン代表選出を目指していたが、2008年3月9日の名古屋国際女子マラソンは30km手前辺りで優勝争いから脱落、18位に終わった。
2010年3月14日の名古屋国際女子マラソンに出場予定だったが、調子が上がらずに欠場。トヨタ車体（同年3月31日陸上部廃部）では最後のレースとなる姉の博美が出走、妹の敬美は沿道で何度も姉に声援を送り続けた。結果博美は3位の好成績でフィニッシュ。ゴール地点で待っていた敬美は、博美とお互い抱き合いながら号泣していた。
2010年11月11日、姉・博美と共に地元福井県坂井市の染色加工企業・ユティック陸上部に所属する事を発表した。
2020年4月、ダイシンプラント陸上競技部コーチに就任。

## 自己ベスト
- 5000m 15分38秒58（1998年5月、静岡国際陸上）
- 10000m 32分17秒19（1998年4月、兵庫リレーカーニバル）
- ハーフマラソン 1時間10分21秒（2000年1月、宮崎女子ロードレース）
- マラソン 2時間23分43秒（2002年4月、ロッテルダムマラソン）

## フルマラソン全記録
- 1999年 3月 名古屋国際女子マラソン 2時間33分05秒 5位（初マラソン）
- 2000年 3月 名古屋国際女子マラソン 2時間26分58秒 3位
- 2001年 3月 名古屋国際女子マラソン 2時間26分04秒 2位
- 2001年 5月 エドモントンマラソン 2時間51分59秒 優勝（練習の一環で出走）
- 2001年 8月 世界陸上エドモントン大会女子マラソン 2時間42分25秒 37位
- 2002年 4月 ロッテルダムマラソン 2時間23分43秒 優勝（自己記録、当時日本女子歴代7位、現在12位）
- 2003年 3月 名古屋国際女子マラソン 2時間25分03秒 優勝
- 2003年 8月 世界陸上パリ大会女子マラソン 2時間32分31秒 27位
- 2004年 3月 名古屋国際女子マラソン 2時間30分15秒 6位
- 2005年 3月 名古屋国際女子マラソン 2時間31分16秒 8位
- 2006年12月 加古川マラソン 2時間44分01秒 優勝（練習の一環で出走）
- 2007年 3月 名古屋国際女子マラソン 2時間29分24秒 3位
- 2008年 3月 名古屋国際女子マラソン 2時間35分08秒 18位
- 2008年12月 加古川マラソン 2時間38分43秒（練習の一環で出走）
- 2009年 3月 名古屋国際女子マラソン 途中棄権
- 2009年 11月 横浜国際女子マラソン 2時間48分19秒 20位
- 2011年 4月 ボストンマラソン 3時間24分11秒 858位
- 2011年12月 ホノルルマラソン 3時間12分42秒 12位
- 2012年 3月 名古屋ウィメンズマラソン 3時間07分18秒 162位